# Jean-François-Régis de Mourot
Pour les articles homonymes, voir Mourot.
Jean-François-Régis de Mourot, né le 1er avril 1740 et mort le 6 avril 1813 à Pau est un homme politique de la Révolution française ainsi qu'un juriste.

## Biographie
Jean-François-Régis de Mourot est d'abord avocat à Nay. Il devient ensuite professeur de droit français à l'université de Pau. Le 10 juin 1789, il est élu du tiers état aux États généraux de 1789 par la province de Béarn. Il fait partie du comité féodal dans lequel il défend les intérêts de sa province. Il reste député de l’Assemblée constituante de 1789 du 10 juin 1789 au 30 septembre 1791.
Juriste de profession, Jean-François-Régis de Mourot laisse une importante glose concernant les Fors de Béarn. Une thèse de doctorat lui est consacrée en 1932 avec pour titre Une grande figure de juriste béarnais, Jean François-Régis de Mourot (1740-1813). La rue Mourot à Pau jouxte le tribunal de la ville.